# Syrië op de Olympische Zomerspelen 2004
Syrië nam deel aan de Olympische Zomerspelen 2004 in Athene, Griekenland. Voor het eerst sinds 1996 werd weer een medaille gewonnen.

## Medailleoverzicht
| Sport  | Olympiër       | Discipline       | Medaille |
| ------ | -------------- | ---------------- | -------- |
| Boksen | Naser Al Shami | zwaargewicht (m) | Brons    |

## Deelnemers & Resultaten
(m) = mannen, (v) = vrouwen 
| Sport       | Olympiër            | Discipline                     | Resultaat | Prestatie |
| ----------- | ------------------- | ------------------------------ | --------- | --- |
| Atletiek    | Zainab Bakkour      | 5000 m (v)                     | 39e tijd  | series: 17.18,66 min. |
| Atletiek    | Mohammad Hazzory    | hink-stap-springen (m)         | 25e       | kwalificatie: 16,37 m |
| Boksen      | Naser Al Shami      | zwaargewicht (-91 kg) (m)      | Brons     | 1/8F: won van Emmanuel Izonritei (NGR), 30 - 17 KF: won van Vugar Alakbarov (AZE), gediskwalificeerd; ronde 4, (1,40 min) HF: verloor van Odlanier Solis Fonte (Cub), outscored; ronde 3, (1,29 min.) |
| Judo        | Yhya Hasaba         | halfzwaargewicht (-100 kg) (m) | 1/8 F     | 1/16F: bye 1/8F: verloor van Rhadi Ferguson (USA), sukui-nage; ippon (5,00 min.) |
| Schietsport | Roger Dahi          | skeet (m)                      | 41e       | kwalificatie: 106 pnt. |
| Zwemmen     | Rafed Ziad El Masri | 50m vrij (m)                   | 18e tijd  | series: 22,58 s |

Afghanistan · Albanië · Algerije · Amerikaanse Maagdeneilanden · Amerikaans-Samoa · Andorra · Angola · Antigua en Barbuda · Argentinië · Armenië · Aruba · Australië · Azerbeidzjan · Bahama's · Bahrein · Bangladesh · Barbados · België · Belize · Benin · Bermuda · Bhutan · Bolivia · Bosnië en Herzegovina · Botswana · Brazilië · Britse Maagdeneilanden · Brunei · Bulgarije · Burkina Faso · Burundi · Cambodja · Canada · Centraal-Afrikaanse Republiek · Chili · China · Chinees Taipei · Colombia · Comoren · Congo-Brazzaville · Congo-Kinshasa · Cookeilanden · Costa Rica · Cuba · Cyprus · Denemarken · Djibouti · Dominica · Dominicaanse Republiek · Duitsland · Ecuador · Egypte · El Salvador · Equatoriaal-Guinea · Eritrea · Estland · Ethiopië · Fiji · Filipijnen · Finland · Frankrijk · Gabon · Gambia · Georgië · Ghana · Grenada · Griekenland · Groot-Brittannië · Guam · Guatemala · Guinee · Guinee‑Bissau · Guyana · Haïti · Honduras · Hongarije · Hongkong · Ierland · IJsland · India · Indonesië · Irak · Iran · Israël · Italië · Ivoorkust · Jamaica · Japan · Jemen · Jordanië · Kaaimaneilanden · Kaapverdië · Kameroen · Kazachstan · Kenia · Kirgizië · Kiribati · Koeweit · Kroatië · Laos · Lesotho · Letland · Libanon · Liberia · Libië · Liechtenstein · Litouwen · Luxemburg · Macedonië · Madagaskar · Malawi · Malediven · Maleisië · Mali · Malta · Marokko · Mauritanië · Mauritius · Mexico · Micronesië · Moldavië · Monaco · Mongolië · Mozambique · Myanmar · Namibië · Nauru · Nederland · Nederlandse Antillen · Nepal · Nicaragua · Nieuw-Zeeland · Niger · Nigeria · Noord-Korea · Noorwegen · Oeganda · Oekraïne · Oezbekistan · Oman · Oostenrijk · Oost‑Timor · Pakistan · Palau · Palestina · Panama · Papoea-Nieuw-Guinea · Paraguay · Peru · Polen · Portugal · Puerto Rico · Qatar · Roemenië · Rusland · Rwanda · Saint Kitts en Nevis · Saint Lucia · Saint Vincent en Grenadines · Salomonseilanden · Samoa · San Marino · Sao Tomé en Principe · Saoedi-Arabië · Senegal · Servië en Montenegro · Seychellen · Sierra Leone · Singapore · Slovenië · Slowakije · Soedan · Somalië · Spanje · Sri Lanka · Suriname · Swaziland · Syrië · Tadzjikistan · Tanzania · Thailand · Togo · Tonga · Trinidad en Tobago · Tsjaad · Tsjechië · Tunesië · Turkije · Turkmenistan · Uruguay · Vanuatu · Venezuela · Verenigde Arabische Emiraten · Verenigde Staten · Vietnam · Wit-Rusland · Zambia · Zimbabwe · Zuid-Afrika · Zuid-Korea · Zweden · Zwitserland